# Megachile macleayi
Megachile macleayi är en biart som beskrevs av Cockerell 1907. Megachile macleayi ingår i släktet tapetserarbin, och familjen buksamlarbin. Inga underarter finns listade i Catalogue of Life.